# Історія географічних досліджень Полтавської області
Історія географічних досліджень Полтавської області — історія дослідження природних умов і ресурсів Полтавської області. Кожен з виділених етапів характеризується різною глибиною досліджень, зміною уявлень про предмет вивчення, що зумовлено станом розвитку науки й суспільства.

## І етап
Історико-географічні та етнографічні джерела про цей до 1802 р. (часу створення Полтавської губернії) містять описову, часто фрагментарну географічну інформацію. Це «Опис України» і карта Г. Л. де Боплана (1648–1650); літописні подорожні записки мандрівників, в тому числі відомих природодослідників Й. А. Гюльденштадта (1775) та В. Ф. Зуєва (1781), які мають велику наукову цінність; «Описи…» Лівобережної України, Київського та Чернігівського намісництв (1765–1786); топографічні карти; матеріали межування земель. Архівні джерела цього часу слабо опрацьовані географами. Вони можуть містити цікавий матеріал про історію зміни природних умов і освоєння природних ресурсів.

## ІІ етап
До середини XIX століття відносяться перші власне краєзнавчі роботи, виконані дослідниками, що жили й працювали на Полтавщині: М. І. Арандаренка (1848–1852), П. І. Бодянського (1865), А. В. Богдановича (1877) та інших. Вони містять усебічні статистичні відомості про географію, історію, культуру, господарство Полтавщини. Другий етап можна назвати етапом статистико-краєзнавчих описів.
В цей етап з'являються перші вузькоспеціальні праці, що були результатами дослідження окремих природних компонентів: рельєфу й геологічної будови (Д. І. Соколов, 1843; Н. Д. Борисяк, 1867; І. Ф. Леваковський, 1869; К. М. Феофілактов, 1879, 1880; П. Я. Армашевський, 1883–1885; О. В. Гуров, 1888; В. К. Агафонов, 1894 та інші); флори й рослинності (О. С. Рогович, 1853–1869; В. Монтрезор, 1881–1891; А. Августинович, 1853; І. Ф. Шмальгаузен, 1886 та інші); погоди (у 1824 р. учителями повітового училища і гімназії налагоджені аматорські метеоспостереження). Їх матеріали використані в роботах про клімат Російської імперії і України А. Купфера (1849), К. Веселовського (1857), Г. Вільда (1882). Збереглись дані метеоспостережень за 1848–1865 р.р., та з 1886 р. В налагодженні сітки метеостанцій на Полтавщині брав участь один із засновників кліматології О. І. Воєйков.
Надзвичайно цікавими є праці М. Маркевича «О климате Полтавской губернии» (1850) і «Реки Полтавской губернии» (1856); та О. С. Афанасьєва «Географічні терміни Полтавської губернії», і «Опис Дніпра» (1861).

## ІІІ етап
У кінці XIX ст. з'являються монографії про природу Полтавщини, які ввійшли в історію вітчизняної і навіть світової науки. Ці роботи були зумовлені вимогами практики. Вивченню мінеральних ресурсів присвячена капітальна робота О. В. Гурова, його докторська дисертація «Геологическое описание Полтавской губернии» (1888 р.). Але основною проблемою було вивчення земельних ресурсів, якість яких різко погіршилась. В 1865 р. у Полтаві за ініціативою князя С. В. Кочубея було засноване одне із перших у Росії товариство сільського господарства, яке видавало свій журнал, а в 1885 р. товариство влаштувало метеостанцію, яка діє і понині. Віце-президентом цього товариства був О. О. Ізмаїльський. Йому належить праця «Як висох наш степ (попереднє повідомлення про результати досліджень вологості ґрунту в Полтавській губернії 1886–1893 р. р.)», високо оцінена сучасниками. Праця містить глибокий аналіз історії та механізму антропогенної деградації степовиї ландшафтів. Рекомендовані заходи по збільшенню вологозапасів в ґрунті. Під керівництвом О. О. Ізмаїльського в 1892 р. почались роботи по впорядкуванню агроландшафту — створенню лісосмуг і залісненню вершин ярів у маєтку князя Кочубея біля с. Дячкове (нині Диканського району).
Дослідженню природних ресурсів Полтавщини сприяла активна позиція губернського земства. Статистичним бюро земства видавались ряд періодичних збірників (загальні відомості; огляд сільського господарства; огляд погоди). На замовлення земства в 1888–1892 р. р. працювала знаменита Полтавська комплексна експедиція по всебічному вивченню природи. Експедицією керував професор Петербурзького університету, один із основоположників фізичної географії В. В. Докучаєв. Для участі в дослідженнях ним були запрошені молоді вчені, які пізніше стали фундаторами цілих напрямів в природничих науках. Великий внесок у виникнення і розвиток геоботаніки внесли А. М. Краснов і Г. І. Танфільєв; вчення про біосферу геохімії і біогеохімії — В. І. Вернадський; ґрунтознавства — Б. К. Полинов і К. Д. Глінка; геології і геоморфології — Ф. Ю. Левінсон-Лессінг, П. А. Земятченський, П. В. Отоцький та ін. За результатами досліджень були опубліковані «Материалы к оценке земель Полтавской губернии. Отчет Полтавскому губернскому земству» в XVI випусках (1890-94р.р.). Вони були зразком комплексного підходу до вивчення природних умов території. I…XV випуски присвячені опису природи повітів (наприклад: Вип.1. Полтавський повіт/автор О. Георгієвський. — СПб, 1890. — 153с.). XVI випуск СПб, 1894. — 516с. Узагальнюючий і присвячений опису природних компонентів території губернії — орогідрографії (П. В. Отоцький), геології (В. К. Агафаонов та ін.), клімату (О. М. Барановський), ґрунтів (В. В. Докучаєв та ін.), флори (А. М. Краснов). матеріали досліджень природи Полтавщини лягли в основу капітальної праці В. В. Докучаєва «Наши степи прежде и теперь»(1892), в якій розвиваються важливі положення учення про генезис ґрунтів; взаємозв'язки в природі. Пропонуються заходи по вдосконаленню землеконристування і боротьбі з посухами. Вказані роботи є безцінним джерелом для вивчення сучасних ландшафтів Полтавщини.
За ініціативою В. В. Докучаєва в 1891 р. був створений природничо-історичний музей Полтавського губернського земства. На початку ХХст. музей став центром як історико — так і природничо-краєзнавчих досліджень. В 5 випусках «Щорічника» музею (1913–1919 рр.) містяться цікаві публікації про рослинність В.Стахорського; В. Ф. Ніколаєва — директора музею в 1916–1921 рр.), та тваринний світ губернії (М. І. Гавриленко; М. Ф. Ніколаєва — директора музею в 1909–1916 рр.).
Проводились дослідження піщаних масивів з метою їх закріпленняя (Мицюк О. 1908 та ін.); боліт з метою господарського освоєння (П. В. Спесивцев, 1919; П.Соловйов,1995), а також стану лісів (Т. Н. Кенче 1909), рослинності окремих ділянок губернії (М. В. Цингер, О. Ф. Барсуков). видавались праці метеорологічної мережі земства (М. М. Сабікін, 1915, 1930; Власов В. П., 1903; Барибін Т. К., 1895). На основі обробки цих даних В. О. Міхельсон опублікував «Краткий сборник научных примет о погоде» (Полтава, 1910). Є. В. Опоков публікує працю «Речные долины Полтавской губернии» (ч. І-ІІ — СПб, 1901–1905).
Краєзнавчі матеріали про територію Полтавщини містяться в VII томі праці «Россия. Полное географическое описание нашего отечества/под ред. В. П. Семенова» (1903 р.). Виходить популярна робота «Природа Полтавской губернии/К. К. Лисовская — 1908. — 41с.» (додаток до Полтавського земського календаря), а також перші посібники С. А. Спасенова «Полтавська губернія» (для учнів середніх і нижчих навчальних закладів). — Кобеляки, 1908. — 65с.; Лісовська К. К., Ніколаєв В. Д. Полтавщина. Посібник до вивчення Полтавської губернії." — Вид.1. Полтава, 1919.

## IV етап
IV етап краєзнавчих досліджень припадає на 1918–1928 роки.
У роки національної революції та громадянської війни та 1920-ті роки видано ряд брошур природоохоронної тематики (М. Бейер, 1919; Г. А. Бризгалін, 1919; М. І. Гавриленко, 1928, М. Шалит, 1932). Активізація природоохоронної діяльності зумовлена тим, що в ці буремні роки природа краю дуже постраждала. У березні 1918року, з ініціативи В. І. Вернадського, створене Полтавське товариство любителів природи при краєзнавчому музеї (воно проіснувало до травня 1919 р.).
Найхарактерніша риса краєзнавчих досліджень 1921–1928 років — їх комплекский географічний характер, що зумовлено становленням планової економіки. Тому проводилося комплексне вивчення природних ресурсів та здійснювалося природно-господарське районування території (К. Дубняк, 1921; Ніколаєв, Самбікін, Стопневич, 1923; В. Сазонов, 1923 та інші). З'явилися цікаві економіко-географічні дослідження: Збірники «Господарство Полтавщини» (1921–1924); Сахаров В. І. «Сільськогосподарське районування Полтавської округи» (1926) тощо.
Продовжувались дослідження окремих природних компонентів. Зокрема, слід відзначити геоботанічні (С. Іллічевський, М. Ніколаєв, Ф. Курінний, В. Кушніренко, Р. Єленевський, Є. Лавренко) та зоогеографічні дослідження (М. Гавриленко, Т. Булдовський).
З метою краєзнавчої освіти населення були підготовлені «Збірник Полтавського державного музею. — т. ІІ. — Полтавщина.», — 1927; та «Екскурсійний довідник по Полтаві та Полтавській окрузі», — 1927.
Певний час у Полтаві працював відомий географ і методист К. Дубняк.

## V етап
Краєзнавство розвивалося і в інших центрах округів — Кременчуці, Лубнах (С. С. Тисаревський «Природа Лубенщини», 1929).
З початку 1930-х рр. Краєзнавча робота була практично згорнута. Чимало краєзнавців зазнали репресій. Лише у другій половині 1950-х рр. починається п'ятий етап краєзнавчих досліджень (з метою фізико-географічного районування, комплексних описів господарства). У 1959 р. видані два географічні нариси під однаковою назвою «Полтавська область» (автори — М. Ф. Коломієць; О. М. Лапоногов і О. Д. Качанов). основна увага в них приділяється економіко-географічній характеристиці території.
У 1968 р. вийшла монографія «Физико-географическое районирование Украинской ССР». Опис фізико-географічних областей в межах Полтавщини виконаний О. В. Поривкіною, Г. О. Білосельською, В. Л. Віленкіним.
У зв'язку із малочисельністю місцевих кадрів географів більшість публікацій про Полтавщину належить науковцям із Харкова і Києва. Це є характерною рисою етапу (1950–1980 рр.).
Виходять також путівники і популярні краєзнавчі видання, написані переважно журналістами (А. І. Давиденко, В. Л. Майорчик, В. І. Рубан, Т. Г. Нікітін та інші).
Розвиток географічного краєзнавства на Полтавщині з кінця 1980-х років (сучасний етап) стимулювався рядом чинників. Накопичився достатній об'єм джерел (галузевих досліджень, картографічних та інших фондових матеріалів), виконаних на високому науковому рівні.
На більш широке впровадження краєзнавчого принципу орієнтують програми з географії для середньої школи. У 1992–2005 роках у 5 класі викладався навчальний предмет «Географія рідного краю»; в 8-9 класах викладаються розділи «Своя область».
Краєзнавча робота — важливий напрям діяльності двох невеликих колективів географів, які працюють у вузах м. Полтави. У співавторстві із фахівцями інших спеціальностей підготовлено ряд комплексних краєзнавчих праць.
Кафедра економічної географії (нині — загально-економічних дисциплін) Кооперативного інституту була ведучим колективом у підготовці видання довідкового типу «Полтавська область: природа, населення, господарство. Географічний та історико-економічний нарис / Під ред.: К. О. Маца, Б. В. Чичкало, Г. М. Коваленко. — Полтава, 1993» (друге видання — 1998 р.). Це видання відроджує традиції комплексного краєзнавства. Чільне місце в ньому займають розділи: «Господарство» і «Населення». Природні компоненти описуються з точки зору їх оцінки як природних ресурсів. Працівниками кафедри, в основному, підготовлена комплексна характеристика адміністративних районів до Географічної енциклопедії України /тт. 1-3; 1989–1993/, а також узагальнююча стаття «Полтавська область» (автори І. М. Дудник, Г. М. Коваленко та ін. — Т. З. — К., 1993).
Із 1989 р. почалась підготовка студентів спеціальності «історія та географія» на історичному факультеті педінституту (з 1999 р. — «географія та історія»). Виданий краєзнавчий атлас Полтавщини (2004 р.), кілька видань підручника для 5-го класу «Рідний край», для 8 і 9 класу «Географія Полтавської області» (автор Л. М. Булава), Збірник "Методика викладання географії Полтавщини (у 2-х частинах) тощо.
Деякі географічні відомості містить Енциклопедичний довідник «Полтавщина». — К., 1992. Цікаві експозиції містяться і відділах «Природа» Полтавського краєзнавчого музею, та деяких районних музеїв. Не можна не згадати про краєзнавців, які зробили значний внесок у вивчення природи Полтавщини, поповнення фондів обласного краєзнавчого музею: М. О. Олеховський (1855–1909), В. Ф. Ніколаєв (1889–1973), С. О. Іллічевський (1895–1962), М. І. Гавриленко (1889–1971), М. Я. Гетта, Р. Я. Грубіна, Е. С. Дараган, О. П. Котлик, М. Д. Литвинова, С. Л. Ткаченко, Б. О. Голов, О. А. Стасілюнас, В. М. Самородов, О. М. Смоляр, С. Л. Кигим та інші.